# Harry Saathof
 Everhardus Johannes Hendrik "Harry" Saathof (Ginneken, 7 mei 1918 – Winterswijk, 13 juni 2003) was een Nederlandse verzetsstrijder tijdens de Tweede Wereldoorlog. Zijn verzetsnaam was 'Harry'.

## Levensloop
Als reserve dienstplichtig onderofficier was Saathof betrokken bij de strijd tegen de Duitsers in mei 1940. Daarna werd hij aangesteld als grenscommies te Glanerbrug. Via Geert Schoonman kwam hij in aanraking met Johannes ter Horst, die hem vanaf het begin, eind 1942, opnam in zijn knokploeg KP-Enschede.
Harry Saathof was betrokken bij tientallen overvallen op distributiekantoren en bevolkingsregisters. Bovendien nam hij deel aan bevrijdingen uit gevangenissen onder leiding van Liepke Scheepstra: op 11 mei 1944 de overval op de Koepelgevangenis te Arnhem, waarbij Frits de Zwerver en Henk Kruithof werden bevrijd. Saathof werd daarbij als vermeende arrestant opgebracht door Johannes ter Horst en Geert Schoonman. Bij de overval op het huis van bewaring te Arnhem op 11 juni 1944, waarbij 54 gevangenen op vrije voeten kwamen, was Saathof niet aanwezig. Wel was hij betrokken bij de voorbereiding waarbij hij gewond raakte. Saathof overleefde de oorlog.